# Курбанов, Тойли Нурмурадович
Тойли Нурмурадович Курбанов (англ. Toily Kurbanov; 1971, Ашхабад, СССР) — российский экономист, руководящий работник ООН. Исполнительный координатор программы Добровольцы Организации Объединённых Наций с 1 января 2021 года.

## Биография
Тойли Нурмурадович Курбанов родился в 1971 году в гор. Ашхабаде.
В 1993 году окончил Российскую экономическую академию им. Г. В. Плеханова, по специальности — экономист.
В 2004 году окончил Гарвардский университет с дипломом магистра государственного управления.

## До работы в ООН
После окончания Российской Экономической Академии им. Г.В. Плеханова работал во Внешэкономбанке Туркменистана. С 1995 года — первый заместитель председателя правления банка.
С 1997 по 1998 год — министр внешнеэкономических связей Туркмении. Одновременно, до июля 1998 г. — исполнительный директор Компетентного органа по управлению углеводородными ресурсами при Президенте Туркмении.
В 1999 году — председатель государственной туристической корпорации «Туркменсыяхат».
В 2000—2003 годах — чрезвычайный и полномочный посол Туркмении в Армении.

## Работа в ООН
В 2003-2004 годы учился в Гарвардском университете (Институт государственного управления им. Дж. Кеннеди).
По завершении учёбы в Гарвардском университете приступил к работе в штаб-квартире Программы развития ООН (ПРООН) в Нью-Йорке, в управлении бюджетного планирования.
В 2007 году назначен заместителем постоянного представителя ПРООН в Тихоокеанском регионе с резиденцией на Фиджи. Разрабатывал и осуществлял региональные и страновые программы содействия адаптации островных государств региона к глобальному изменению климата и сокращению бедности.
С 2012 по 2016 год — постоянный представитель ПРООН в Мьянме. В период широкомасштабных преобразований в стране руководил программами и проектами ООН по модернизации государственной службы, содействию комплексному социально-экономическому развитию, укреплению местных органов власти и развитию диалога с гражданским обществом.
С 2016 года заместитель исполнительного координатора, а с 1 января 2021 года — исполнительный координатор Программы Добровольцы ООН (ДООН). В этой роли возглавляет волонтёрскую деятельность ООН на глобальном уровне, руководит подразделениями ДООН в более чем 60 странах и, во взаимодействии со странами-членами ООН, продвигает волонтёрскую деятельность как средство достижения Целей Устойчивого Развития (ЦУР).
Помимо ведущей роли в международной волонтёрской деятельности, в системе ООН признаётся экспертом в различных ключевых областях: устойчивое развитие, государственное управление, управление структурными преобразованиями, антикризисный менеджмент, а также реформирование ООН (см. публикации в разделе «Ссылки»). Один из соавторов издания The Art of  Leadership in the United Nations («Искусство руководить ООН»), Uppsala, Dag Hammarskjold Foundation, 2022.

## Семья
Женат, имеет троих детей.